# رونالد إم. إيفانز
رونالد إم. إيفانز (بالإنجليزية: Ronald Mark Evans)‏ هو عالم أحياء وأستاذ جامعي أمريكي، ولد في 17 أبريل 1949 في لوس أنجلوس في الولايات المتحدة.